# Inner-Bergsjön
Inner-Bergsjön är en sjö i Örnsköldsviks kommun i Ångermanland och ingår i Moälvens huvudavrinningsområde. Sjön har en area på 0,735 kvadratkilometer och ligger 226 meter över havet.

## Delavrinningsområde
Inner-Bergsjön ingår i det delavrinningsområde (703953-163849) som SMHI kallar för Utloppet av Forssjön. Medelhöjden är 201 meter över havet och ytan är 11,63 kvadratkilometer. Räknas de 2 avrinningsområdena uppströms in blir den ackumulerade arean 34,73 kvadratkilometer. Forsån som avvattnar avrinningsområdet har biflödesordning 2, vilket innebär att vattnet flödar genom totalt 2 vattendrag innan det når havet efter 43 kilometer. Avrinningsområdet består mestadels av skog (78 procent). Avrinningsområdet har 1,67 kvadratkilometer vattenytor vilket ger det en sjöprocent på 14,3 procent.